# Крель, Николаус
Николаус Крель (нем. Nikolaus Krell) — германский государственный деятель, кальвинист, с 1589 года  канцлер курфюрста Кристиана I Саксонского. Казнён по указу вступившего на трон курфюрста  Кристиана II Саксонского (1601).

## История

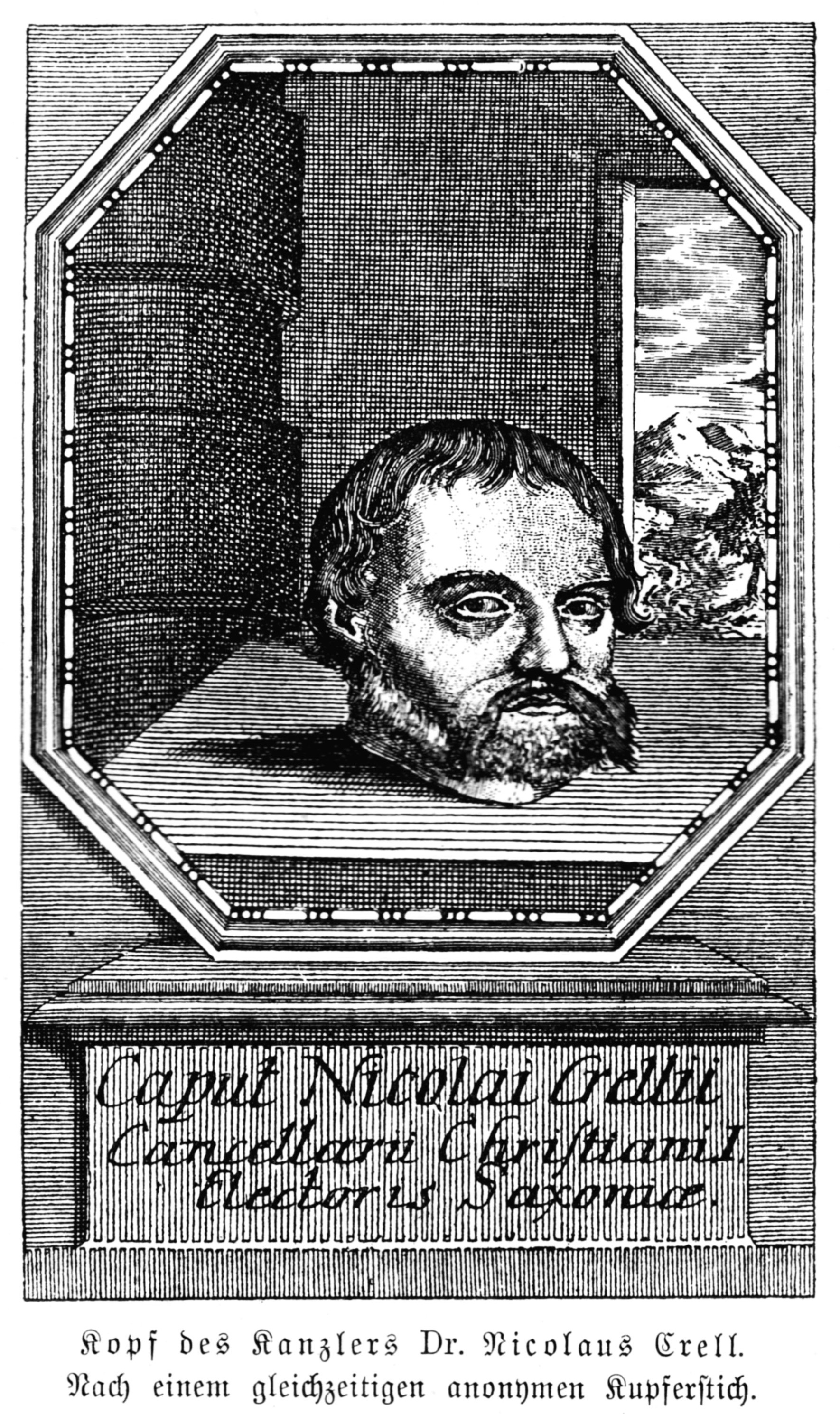
Голова Креля после казни. Гравюра

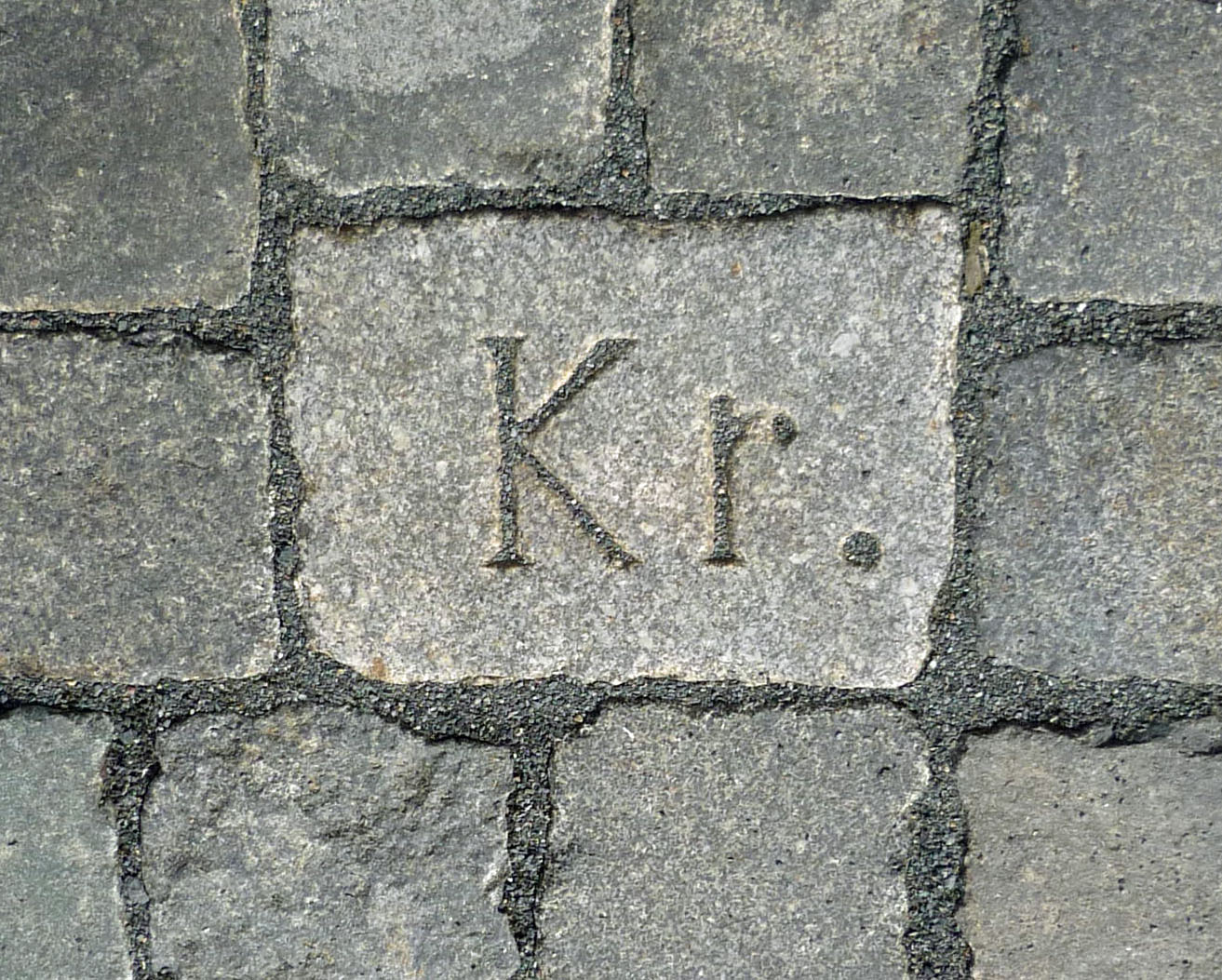
Камень Креля

Учился с 27 июля 1568 по 1 марта 1571 года в гимназии Святого Августина в Гримме, затем — в Лейпциге.
Путешествуя по Швейцарии, начал склоняться к кальвинизму. В 1580 году курфюрст Август Саксонский назначил его тайным советником. После прихода к власти курфюрста Саксонии Кристиана I, которого он ранее консультировал, он был назначен канцлером в 1589 году, сменив Дэвида Пайферса. Его реформаторские усилия были направлены на то, чтобы преодолеть лютеранскую ортодоксию и отказаться от влияния Габсбургов. Он стремился к сближению с французским Генрихом IV, английской королевой Елизаветой I и протестантскими князьями.
Получив доступ полностью подавил волю слабого телом и духом, чуждого воззрений сурового лютеранства, Кристиана I Саксонского.
После смерти Кристиана I в 1591 году Крель был заключён в крепость Кёнигштайн как кальвинист и противник лютеранской ортодоксии ортодоксальной лютеранкой и борцом с криптокальвинизмом в Саксонии Софией Бранденбургской.
Казнён на Новой площади Дрездена в 1601 году, ему отрубили голову. По аналогии с Юдифью ортодоксальные лютеране именовали Софию «саксонской Юдифью».
Эта казнь вызвала широкий общественный резонанс. В конце концов Кристиан II дистанцировался от осуждения Креля — на него повлиял регент Фридрих Вильгельм. Говорят, что в память Креля он воздвиг каменный крест на месте его смерти.
Это место, на мостовой рядом с фонтаном в дрезденском районе Юденхоф, отмечено камнем с надписью «Kr.».
Был женат на Маргарете Крель, урожденной Грибе(н), дочери предпринимателя из Лейпцига и сестре мастера-строителя Якоба Грибе.